# São José do Sabugi
São José do Sabugi là một đô thị thuộc bang Paraíba, Brasil. Đô thị này có diện tích 206,914 km², dân số năm 2007 là 3831 người, mật độ 18,5 người/km².